# سادات بايراك
سادات بايراك (بالتركية: Sedat Bayrak)‏ (10 أبريل 1981 في تركيا - ) هو لاعب كرة قدم تركي في مركز الدفاع. شارك مع منتخب تركيا ب لكرة القدم ‏. أما مع النوادي، فقد لعب مع أنقرة غوجو وأوردو سبور وسيفاسبور وغنتشلربيرليغي ومعمورة العزيز سبور ونادي طرابزون سبور وأرضروم سبور ‏ وAkçaabat Sebatspor ‏.

## روابط خارجية
- سادات بايراك على موقع اتحاد تركيا (لاعب) (الإنجليزية)
- سادات بايراك على موقع قاعدة بيانات كرة القدم.إي يو (الإنجليزية)
- سادات بايراك على موقع Soccerway.com (الإنجليزية)
- سادات بايراك على موقع عالم كرة القدم.نت (الإنجليزية)